# Ronde van Scandinavië 2023
De Ronde van Scandinavië 2023 is de 19e editie van de rittenkoers die voorheen bekend stond als Ladies Tour of Norway. Het was de tweede editie onder de huidige naam Ronde van Scandinavië, die net als de voorgaande edities deel uitmaakte van de UCI Women's World Tour 2023. Deze editie werd van 23 tot en met 27 augustus verreden. De ronde ging van start in het Noorse Mysen en finishte in het Deense Haderslev en bestond uit vijf etappes, waaronder een tijdrit en een aankomst bergop richting de skipiste Norefjell; de eerste drie etappes werden verreden in Noorwegen en de laatste twee in Denemarken. De vorige editie werd gewonnen door de Deense Cecilie Uttrup Ludwig. Deze editie werd winnend afgesloten door Annemiek van Vleuten, Ludwig eindigde dit jaar als tweede.

## Deelnemende ploegen
Alle vijftien World Tourteams deden mee, aangevuld met drie continentale ploegen en de nationale selectie van Denemarken. Aan de start stonden onder andere de Europees kampioene Lorena Wiebes, titelverdedigster Cecilie Uttrup Ludwig en oud-wereldkampioene Annemiek van Vleuten, voor wie dit de voorlaatste wedstrijd was.
| UCI-World Tourteams | UCI-World Tourteams                                                          | UCI-teams                                                         | Nationale selectie |
| --- | ---------------------------------------------------------------------------- | ----------------------------------------------------------------- | ------------------ |
| Canyon-SRAM DSM-Firmenich EF Education FDJ-Suez Fenix-Deceuninck Human Powered Health Israel Premier Tech Roland Jayco AlUla | Jumbo-Visma Lidl-Trek Liv Racing TeqFind Movistar SD Worx UAE Team ADQ Uno-X | AG Insurance-Soudal Quick-Step Coop-Hitec Products Lifeplus Wahoo | Denemarken         |

## Etappe-overzicht
| etappe | datum       | start      | finish    | profiel             | afstand  | winnaar               | klassementsleider     |
| ------ | ----------- | ---------- | --------- | ------------------- | -------- | --------------------- | --------------------- |
| 1e     | 23 augustus | Mysen      | Halden    | Vlakke rit          | 124,6 km | Lorena Wiebes         | Lorena Wiebes         |
| 2e     | 24 augustus | Vikersund  | Norefjell | Bergrit             | 157,7 km | Cecilie Uttrup Ludwig | Cecilie Uttrup Ludwig |
| 3e     | 25 augustus | Kongsberg  | Larvik    | Heuvelrit           | 135 km   | Lorena Wiebes         | Cecilie Uttrup Ludwig |
| 4e     | 26 augustus | Herning    | Herning   | Individuele tijdrit | 16,4 km  | Grace Brown           | Annemiek van Vleuten  |
| 5e     | 27 augustus | Middelfart | Haderslev | Vlakke rit          | 144 km   | Cecilie Uttrup Ludwig | Annemiek van Vleuten  |

## Etappes

### 1e etappe
| Woensdag 23 augustus: Mysen - Halden (124,6 km) |                       |             |          |
| Plaats                                          | Naam                  | Ploeg       | Tijd     |
| Winnaar                                         | Lorena Wiebes         | SD Worx     | 3u19'18" |
| 2                                               | Elisa Balsamo         | Lidl-Trek   | z.t.     |
| 3                                               | Cecilie Uttrup Ludwig | FDJ-Suez    | z.t.     |
| 4                                               | Soraya Paladin        | Canyon-SRAM | z.t.     |
| 5                                               | Ingvild Gåskjenn      | Jayco AlUla | z.t.     |

### 2e etappe
| Donderdag 24 augustus: Vikersund - Norefjell (157,7 km) |                       |                  |          |
| Plaats                                                  | Naam                  | Ploeg            | Tijd     |
| Winnaar                                                 | Cecilie Uttrup Ludwig | FDJ-Suez         | 3u50'28" |
| 2                                                       | Annemiek van Vleuten  | Movistar         | z.t.     |
| 3                                                       | Kim Cadzow            | Jumbo-Visma      | + 2"     |
| 4                                                       | Greta Marturano       | Fenix-Deceuninck | + 3"     |
| 5                                                       | Liane Lippert         | Movistar         | + 23"    |

### 3e etappe
| Vrijdag 25 augustus: Kongsberg - Larvik (135 km) |                       |             |          |
| Plaats                                           | Naam                  | Ploeg       | Tijd     |
| Winnaar                                          | Lorena Wiebes         | SD Worx     | 3u24'26" |
| 2                                                | Liane Lippert         | Movistar    | z.t.     |
| 3                                                | Cecilie Uttrup Ludwig | FDJ-Suez    | z.t.     |
| 4                                                | Amber Kraak           | Jumbo-Visma | z.t.     |
| 5                                                | Elise Chabbey         | Canyon-SRAM | z.t.     |

### 4e etappe
| Zaterdag 26 augustus: Herning - Herning (16,4 km) |                      |                                |        |
| Plaats                                            | Naam                 | Ploeg                          | Tijd   |
| Winnaar                                           | Grace Brown          | FDJ-Suez                       | 20'36" |
| 2                                                 | Amber Kraak          | Jumbo-Visma                    | + 19"  |
| 3                                                 | Annemiek van Vleuten | Movistar                       | + 23"  |
| 4                                                 | Lauretta Hanson      | Lidl-Trek                      | + 31"  |
| 5                                                 | Maaike Boogaard      | AG Insurance-Soudal Quick-Step | + 39"  |

### 5e etappe
| Zondag 27 augustus: Middelfart - Haderslev (144 km) |                       |                            |          |
| Plaats                                              | Naam                  | Ploeg                      | Tijd     |
| Winnaar                                             | Cecilie Uttrup Ludwig | FDJ-Suez                   | 3u35'55" |
| 2                                                   | Lorena Wiebes         | SD Worx                    | + 5"     |
| 3                                                   | Elisa Balsamo         | Lidl-Trek                  | z.t.     |
| 4                                                   | Tamara Dronova        | Israel Premier Tech Roland | z.t.     |
| 5                                                   | Sofia Bertizzolo      | UAE Team ADQ               | z.t.     |

## Klassementenverloop
De gele trui wordt uitgereikt aan de rijdster met de laagste totaaltijd.
 De groene trui wordt uitgereikt aan de rijdster met de meeste punten van de etappefinishes.
 De bolletjestrui wordt uitgereikt aan de rijdster met de meeste behaalde punten uit bergtop passages.
 De witte jongerentrui wordt uitgereikt aan de eerste rijdster tot 23 jaar in het algemeen klassement.
| Etappe         | Winnaar               | Algemeen klassement   | Puntenklassement      | Bergklassement        | Jongerenklassement | Ploegenklassement |
| -------------- | --------------------- | --------------------- | --------------------- | --------------------- | ------------------ | ----------------- |
| 1              | Lorena Wiebes         | Lorena Wiebes         | Lorena Wiebes         | Elise Chabbey         | Megan Jastrab      | Canyon-SRAM       |
| 2              | Cecilie Uttrup Ludwig | Cecilie Uttrup Ludwig | Cecilie Uttrup Ludwig | Cecilie Uttrup Ludwig | Églantine Rayer    | Fenix-Deceuninck  |
| 3              | Lorena Wiebes         | Cecilie Uttrup Ludwig | Cecilie Uttrup Ludwig | Elise Chabbey         | Églantine Rayer    | Fenix-Deceuninck  |
| 4              | Grace Brown           | Annemiek van Vleuten  | Cecilie Uttrup Ludwig | Elise Chabbey         | Alena Ivanchenko   | Fenix-Deceuninck  |
| 5              | Cecilie Uttrup Ludwig | Annemiek van Vleuten  | Cecilie Uttrup Ludwig | Elise Chabbey         | Alena Ivanchenko   | Fenix-Deceuninck  |
| Eindklassement | Eindklassement        | Annemiek van Vleuten  | Cecilie Uttrup Ludwig | Elise Chabbey         | Alena Ivanchenko   | Fenix-Deceuninck  |